# 伊利諾州學院和大學列表
以下是伊利諾州目前运营的公立和私立高等教育机构列表。
 公立 
- 芝加哥州立大學 (Chicago State University)
- 伊利諾州立大學 (Illinois State University)
- 北伊利諾大學 (Northern Illinois University)
- 西伊利諾州大學 (Western Illinois University)
- 伊利諾大學系統（University of Illinois System） 
  - 伊利諾大學芝加哥分校（University of Illinois at Chicago）
  - 伊利諾大學厄巴納-香檳分校（University of Illinois at Urbana-Champaign）
- 南伊利諾伊大學卡本代爾分校 (Southern Illinois University Carbondale)

 私立 
- 芝加哥大學（University of Chicago）
- 西北大学（Northwestern University）
- 帝博大學（DePaul University）
- 芝加哥羅耀拉大學 （Loyola University Chicago）
- 昆希大學（Quincy University）
- 伊利諾理工學院（Illinois Institute of Technology）